# الحلفاء كومانداتورا

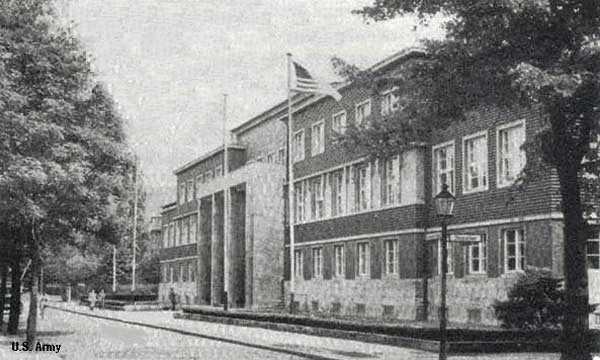
مبنى كومانداتورا في برلين داهليم. 1950.

الحلفاء كومانداتورا، أو غالبًا فقط كومانداتورا، والمعروفة أيضًا باسم أليرت كوماندانتور بالألمانية، هي الهيئة الحاكمة لمدينة برلين بعد هزيمة ألمانيا في الحرب العالمية الثانية. فرضت القوى المتحالفة المنتصرة السيطرة على ألمانيا ما بعد الحرب والأقاليم الأخرى عبر مجالس الحكومة العسكرية المشتركة، بما في ذلك برلين. كان كومانداتورا يُعرف غالبًا باسم الأخ الصغير  لمجلس مراقبة الحلفاء، الذي كان له نفس الوظيفة بالنسبة لألمانيا بأكملها، وكان تابعًا لها.  كان يتألف في الأصل من ممثلين عن الولايات المتحدة والمملكة المتحدة والاتحاد السوفيتي ولكنه شمل لاحقًا فرنسا. يقع مقر كومانداتورا في منطقة داهلم في برلين. 

## التشكيل
أعلن الرئيس روزفلت في مؤتمر الدار البيضاء في أوائل عام 1943 أن هدف الحرب كان الاستسلام غير المشروط لألمانيا. تحقيقا لهذه الغاية، وخلال الأشهر العديدة التالية، خططت قوات الحلفاء القيادية وشكلت مهمة تقسيم ألمانيا، وكيفية حكمها بعد الحرب. أنشأ بروتوكول لندن في سبتمبر 1944 تقسيم ألمانيا إلى مناطق احتلال ومدينة برلين إلى قطاعات. بالإضافة إلى ذلك، برلين التي ستحكمها الحلفاء كومينداتورا (كذا).

قطاعات برلين المحتلة

حارب السوفييت من أجل برلين واستولوا عليها في بداية مايو 1945، وأقاموا معسكرًا ليس فقط في قطاعهم الخاص، ولكن سيطروا على برلين الكبرى بأكملها. دخلت الولايات المتحدة والبريطانيان برلين لاحقًا، في 1 يوليو و 24 يوليو على التوالي. بحلول ذلك الوقت، نهب السوفييت القطاعات الغربية من برلين. لقد أزالوا البنية التحتية الصناعية الحيوية على نطاق واسع، واستولوا على معظم ما تبقى في المدينة من حيث الزراعة والثروة الحيوانية. 

## عملية
من الناحية النظرية، ستقرر كومانداتورا القضايا وإصدار أوامر رسمية إلىعمدة برلين.  في اجتماع 11 يوليو 1945، وقع القادة أول أوامرهم الرباعية التي يبلغ عددها حوالي 1300 أمر. وضع هذا الأمر بالتحديد السوفييت على القمة لأنه عزز جميع اللوائح والمراسيم الروسية الموجودة مسبقًا في جميع أنحاء المدينة قبل وصول الحلفاء الغربيين:
بعد ذلك، في أي وقت احتج الحلفاء الغربيون على عمل روسي محدد، ردوا أنهم ببساطة يلتزمون ببعض التشريعات أو اللوائح التي كانت موجودة بالفعل قبل وصول الأمريكيين أو البريطانيين أو الفرنسيين. في أي وقت طلب من الروس إصدار التنظيم المعني، رفضوا. من بين هذه كانت أسس مجلس من أربع سلطات شكلت حديثا. 